# Republican City (Nebraska)
Republican City es una villa ubicada en el condado de Harlan en el estado estadounidense de Nebraska. En el Censo de 2010 tenía una población de 150 habitantes y una densidad poblacional de 178,2 personas por km².

## Geografía
Republican City se encuentra ubicada en las coordenadas 40°5′56″N 99°13′20″O / 40.09889, -99.22222. Según la Oficina del Censo de los Estados Unidos, Republican City tiene una superficie total de 0.84 km², de la cual 0.84 km² corresponden a tierra firme y (0%) 0 km² es agua.

## Demografía
Según el censo de 2010, había 150 personas residiendo en Republican City. La densidad de población era de 178,2 hab./km². De los 150 habitantes, Republican City estaba compuesto por el 100% blancos, el 0% eran afroamericanos, el 0% eran amerindios, el 0% eran asiáticos, el 0% eran isleños del Pacífico, el 0% eran de otras razas y el 0% pertenecían a dos o más razas. Del total de la población el 1.33% eran hispanos o latinos de cualquier raza.